# Sunbelt (Europa)

La Sunbelt.

La Sunbelt (dall'inglese cintura solare), o Banana dorata, è una regione economica dell'Europa meridionale. La locuzione allude sia alla sua forma, sia al fatto che le aree coinvolte siano mediterranee.
Tale termine viene applicato sul modello dell'americano Sun Belt, ovverosia un'espressione che designa il meridione degli Stati Uniti d'America.
Il vertice meridionale della Sunbelt è Cartagena, in Spagna, mentre quello settentrionale è la città di Genova.. I maggiori agglomerati compresi nella Sunbelt, oltre ai due vertici, sono Valencia, Barcellona, Montpellier, Marsiglia e Nizza
L'individuazione di questa regione economica ha valore esclusivamente statistico e serve a sottolineare la continuità economica che sussiste tra le coste mediterranee della Spagna occidentale, della Catalogna, della Francia del Sud e della Liguria. Queste aree costituiscono effettivamente il fulcro dell'economia mediterranea, visto il buon grado di industrializzazione da esse raggiunto.